# 弥勒寺 (名張市)
弥勒寺（みろくじ）は、三重県名張市西田原にある真言宗豊山派の仏教寺院。山号は日朝山（にっちょうざん）、本尊は薬師如来。

## 歴史
寺の創建事情や沿革は未詳である。寺には平安時代後期作の聖観音立像と木造十一面観音立像が伝わる。これらの像の由来も不明で、近くの毛原廃寺（奈良県山添村）から移されたものともいうが確証はない。
伝承によれば、この寺は聖武天皇の時代、天平8年（736年）に円了上人という僧が建立したという。創建当時は、弥勒仏を本尊として寺社領も百石を賜っていた。その後、良弁（689年 - 773年）が大伽藍を建立、弥勒寺に薬師如来、一言寺に十一面観音、言文寺に聖観音、行者堂には、役行者倚像等を安置、盛時には仏塔・金堂・講堂・鐘楼・経蔵・僧房・食堂の七堂伽藍を有する広大な寺院であったといわれる。以来幾多の星霜を経て、多くの堂宇は、自然に荒廃したという。
現在の本堂は、昭和54年（1979年）に鉄筋コンクリート作りに改築された。

## 文化財

### 重要文化財（国指定）
木造聖観音立像
1913年8月20日指定。白毫に水晶、左手に蓮花。
木造十一面観音立像
1915年8月10日指定。平安時代後期作。作られた当時は彩色されていた。頭部の天冠台に十一面小仏。

### その他の文化財
木造弥勒菩薩坐像（三重県指定有形文化財）
1976年3月31日指定。平安時代後期作。かつての本尊であり、寺名の由来となる。
木造薬師如来坐像（三重県指定有形文化財）
1976年3月31日指定。平安時代後期作。本堂の中央に位置、高さ1.43m。
木造役行者倚像（名張市指定文化財）
1962年4月6日指定。

## 札所
- 西国薬師四十九霊場 36番札所
- 三重四国八十八箇所 56番札所
- 伊賀四国八十八箇所 番外札所

## 年中行事
- 大晦日 - 1月3日 「初詣祈祷」
- 1月10日 午前 「所願成就初祈祷他」
- 6月下旬 - 7月上旬 「あじさい祭り」
- 8月2日 「施餓鬼大法要」
- 毎日 「写経の日」

拝観時間：9:30 - 16:00

## アジサイの名所
- 本堂裏山の秋葉山は4月中旬に「ミヤマツツジ」が咲き名張市内が一望できる。
- 地元ではアジサイの名所として有名。アジサイの植栽は先代住職の呼び掛けで始まり、裏山のアジサイ園には10数種類、約1200本が咲く[4]。
- 6月下旬 - 7月上旬 （6月第4日曜日）に「あじさい祭り」が開催される。

## アクセス
- 近鉄大阪線 桔梗が丘駅または名張駅から三重交通バス「伊賀上野駅前」行き約6分「田原」バス停（下車後徒歩約7分）
- 名阪国道「上野IC」より車で約20分